# 전휘광
전휘광(前煇光)은 전한의 관직으로, 수도 주변 지역을 관할하는 특수한 지방 장관이다.

## 개요
평제 때인 원시 4년(4년), 수도를 나누어 후승렬과 함께 신설되었고, 구경의 하나로 인정되었다. 기록상 확인되는 속현은 아래와 같다.
| 현명 | 한자 | 대략적 위치         | 비고                   |
| ---- | ---- | ------------------- | ---------------------- |
| 무공 | 武功 | 바오지시 메이 현 동 | 우부풍에서 이관되었다. |

## 출전
- 반고, 《한서》
  - 권12 평제기
  - 권92 유협전
  - 권99상/중 왕망전 上/中